# Melanochyla auriculata
Melanochyla auriculata är en sumakväxtart som beskrevs av Joseph Dalton Hooker. Melanochyla auriculata ingår i släktet Melanochyla och familjen sumakväxter. Inga underarter finns listade i Catalogue of Life.